# جین الن هریسون
جین الن هریسون (انگلیسی: Jane Ellen Harrison؛ ۹ سپتامبر ۱۸۵۰ – ۱۵ آوریل ۱۹۲۸) یک زبان‌شناس اهل بریتانیا بود.وی به دلیل سخنرانی هایش درباره هنر یونان و کتابهایش در خصوص مذهب و اساطیر یونان و نظرهای نامتعارف و صریحش شهرت داشت. هریسون امروز هم به دلیل آثارش در زمینه هنر و مذهب یونان باستان و شرکت در پژوهش های مردم شناختی در آغاز قرن بیستم مشهور است اما او را کمتر به دلیل جایگاهش در تاریخ زنان میشناسند هریسون بیشتر دوران فعالیت خود را در کالج نیوهام کمبریج گذراند ولی دامنه نفوذ او از محدوده این کالج بسیار فراتر رفت . ویرجینیا وولف از دوستان جین هریسون بود و او را استاد خود می دانست.